# Liste der Biografien/Siek
Liste der Biografien |
Portal Biografien |
Personensuche
# |
A |
B |
C |
D |
E |
F |
G |
H |
I |
J |
K |
L |
M |
N |
O |
P |
Q |
R |
S |
T |
U |
V |
W |
X |
Y |
Z |
?
 
Sa |
Sb |
Sc |
Sd |
Se |
Sf |
Sg |
Sh |
Si |
Sj |
Sk |
Sl |
Sm |
Sn |
So |
Sp |
Sq |
Sr |
Ss |
St |
Su |
Sv |
Sw |
Sy |
Sz
 
Sia |
Sib |
Sic |
Sid |
Sie |
Sif |
Sig |
Sih |
Sii |
Sij |
Sik |
Sil |
Sim |
Sin |
Sio |
Sip |
Siq |
Sir |
Sis |
Sit |
Siu |
Siv |
Siw |
Six |
Siy |
Siz
 
Sieb |
Siec |
Sied |
Sief |
Sieg |
Sieh |
Siek |
Siel |
Siem |
Sien |
Siep |
Sier |
Sies |
Siet |
Sieu |
Siev |
Siew |
Siey
Die Liste der Biografien führt alle Personen auf, die in der deutschsprachigen Wikipedia einen Artikel haben. Dieses ist eine Teilliste mit 21 Einträgen von Personen, deren Namen mit den Buchstaben „Siek“ beginnt.

## Siek

### Sieke
- Sieker, Hugo (1903–1979), deutscher Journalist, Schriftsteller und Publizist
- Sieker, Jürgen (* 1949), deutscher Fotograf
- Sieker, Susanne (* 1956), deutsche Rechtswissenschaftlerin

### Sieki
- Siekierski, Albin (1920–1989), polnischer Schriftsteller und Politiker, Mitglied des Sejm
- Siekierski, Czesław (* 1952), polnischer Politiker, Mitglied des Sejm, MdEP
- Siekiersky, Alfred Friedrich (1911–1991), deutscher Architekt und Maler

### Siekk
- Siekkinen, Raija (1953–2004), finnische Schriftstellerin

### Siekl
- Sieklucka, Anna-Maria (* 1992), polnische Schauspielerin und SängerinAnna-Maria Sieklucka (* 1992)

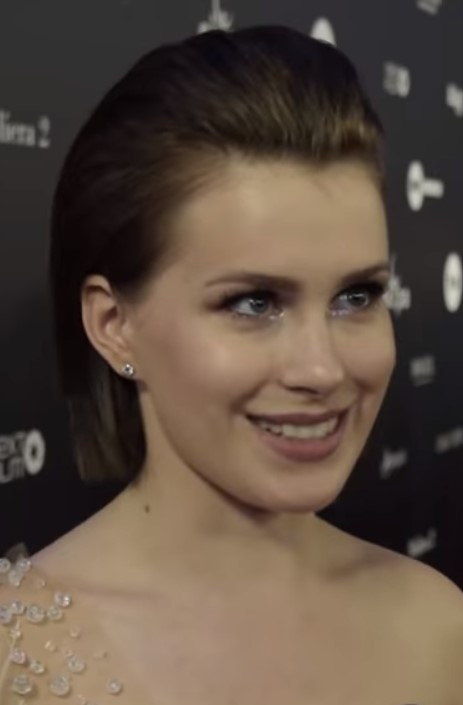
Anna-Maria Sieklucka (* 1992)

### Siekm
- Siekmann, Andreas (* 1961), deutscher Künstler
- Siekmann, Erwin (1936–2022), deutscher Politiker (SPD), MdL
- Siekmann, Florian (* 1995), deutscher Politiker (Bündnis 90/Die Grünen), MdL
- Siekmann, Heinz (1927–2006), deutscher Politiker (CDU), MdL
- Siekmann, Helmut (* 1947), deutscher Staatsrechtler und Volkswirt
- Siekmann, Ida (1902–1961), deutsches Todesopfer der Berliner Mauer
- Siekmann, Jörg (* 1941), deutscher Informatiker und Professor für Künstliche Intelligenz
- Siekmann, Jutta (* 1958), deutsche Autorin
- Siekmann, Rolf (* 1949), deutscher Fußballspieler
- Siekmann, Tim (* 1988), deutscher Eishockeytorwart
- Siekmeier, Heinrich (1903–1984), deutscher Politiker (NSDAP), MdR und SS-Führer
- Siekmeier, Heinrich Christian (1901–1982), deutscher Lehrer und Politiker (NSDAP), MdL, Regierungspräsident
- Siekmeyer, Ludwig (1892–1983), deutscher Maler